# دينيس برينكمان
دينيس برينكمان (بالألمانية: Dennis Brinkmann)‏ (22 نوفمبر 1978 إسن ألمانيا - ) هو لاعب كرة قدم ألماني يلعب كمدافع.

## وصلات خارجية
دينيس برينكمان على موقع قاعدة بيانات كرة القدم.إي يو (الإنجليزية)
- دينيس برينكمان على موقع بيانات كرة القدم. دي إي (الألمانية)
- دينيس برينكمان على موقع عالم كرة القدم.نت (الإنجليزية)